# Велосипедные педали

Педаль велосипеда

Велосипедные педали — пара педалей служащая для передачи усилия ног велосипедиста на кривошипы (часто ошибочно называются шатунами, но в велосипеде шатуны технически отсутствуют; шатунами могут условно считаться голени велосипедиста) велосипедной «системы» и, тем самым, приведении велосипеда в движение.

## Конструкция
Педаль состоит из корпуса, который установлен на вращающуюся ось с подшипниками.
Педали прикручены к шатунам, справа правой резьбой, слева — левой. Это предотвращает самопроизвольное выкручивание педалей при вращении. Несмотря на то, что левая педаль вращается относительно шатуна по часовой стрелке (и казалось бы, что самозатягивающейся для неё должна быть правая, а не левая резьба), определяющей здесь является иная сила. В любом резьбовом соединении есть небольшой зазор. Усилие педалирования прижимает ось педали к резьбе шатуна в точке, вращающейся по часовой стрелке, и сила трения в резьбе тянет ось педали против часовой стрелки, что для правой резьбы означает выкручивание. При педалировании ось педали обкатывается по внутренней резьбе шатуна и таким образом затягивается. Чтобы это представить, можно  зажать в кулаке карандаш, чуть ослабить хватку  и покрутить карандаш за конец.
Современный стандарт резьбы для соединения педалей и шатунов велосипедов 9/16"-20tpi (примерный внешний диаметр резьбовой части оси педали 14-14,2 мм, отверстия в шатунах 12,9-13,1 мм, при этом шаг резьбы в 20 ниток на дюйм составляет 1,27 мм).
Для старых французских педалей и для педалей советских велосипедов стандартной была метрическая резьба М14×1,25 мм, визуально схожая, но не совместимая с дюймовой 9/16"-20

## Классификация

### Платформы
Платформенные педали («топталки») предназначены для использования с обычной обувью.

### «Туклипсы»
Педали, имеющие для фиксации ноги специальные ремни. Своеобразное промежуточное звено между платформами и контактными педалями. Как и контактные педали, позволяют осуществлять круговое педалирование, когда усилие на шатуны передаётся как при прямом, так и обратном ходе педали, что позволяет увеличить КПД, но не требуют использования специальной обуви. Однако, в сравнении с современными контактными педалями, обеспечивающими аналогичную функциональность, имеют чуть меньшую эффективность, а риск получения травм с ними выше, поэтому являются сейчас наименее популярным видом педалей.

### Контактные педали
Контактные педали предназначены для использования с велосипедной обувью. На подошве ботинка крепится специальный металлический элемент — шип, который при нажатии фиксируется механизмом педали. Это позволяет осуществлять круговое педалирование, так же как с туклипсами, но за счёт легкого расцепления с педалью обеспечивает большую безопасность езды. Освобождение ноги обычно осуществляется поворотом стопы на 20-30° в горизонтальной плоскости. Несмотря на их широкое использование, нет доказанных преимуществ контактных педалей перед плоскими педалями в эффективности педалирования, механическом КПД и мышечной активности как для невелосипедистов, так и для элитных велосипедистов.

## Галерея

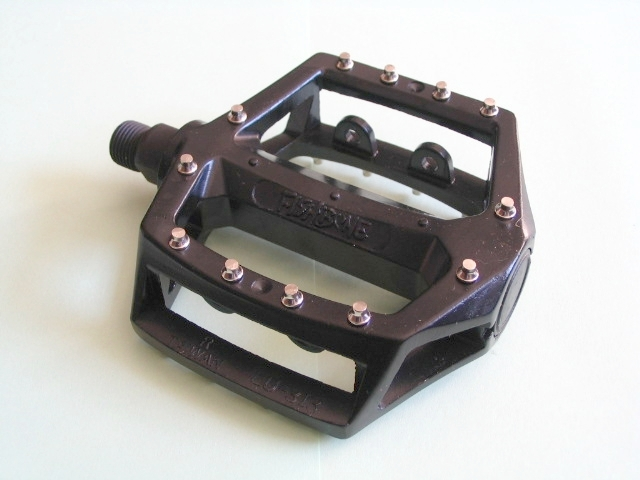
Педаль-платформа с шипами
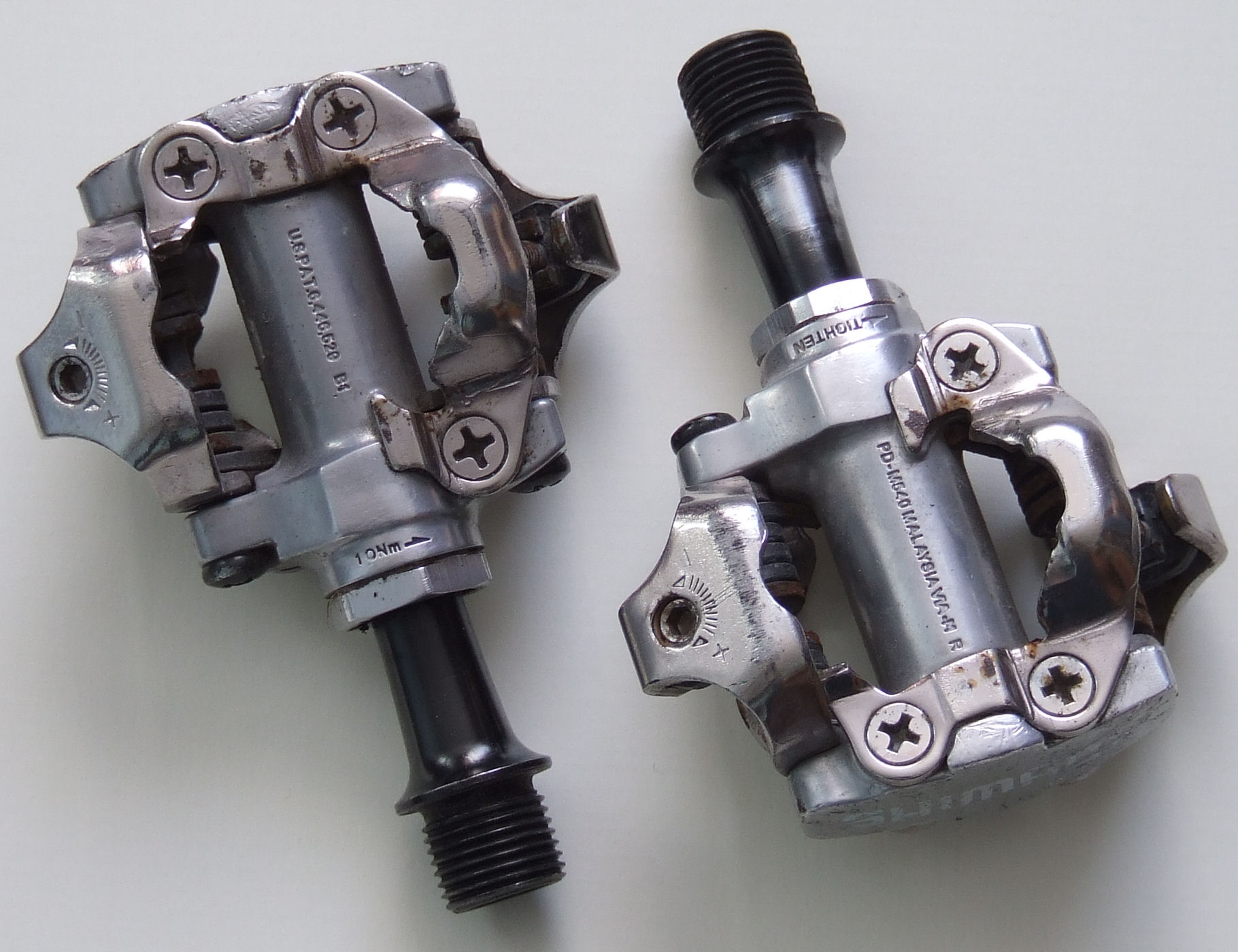
Контактные педали
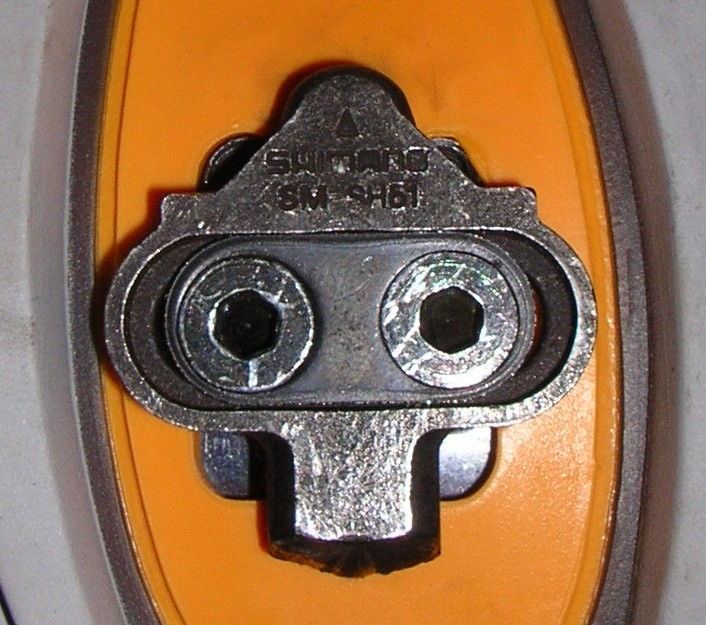
Шип на подошве для контактной педали
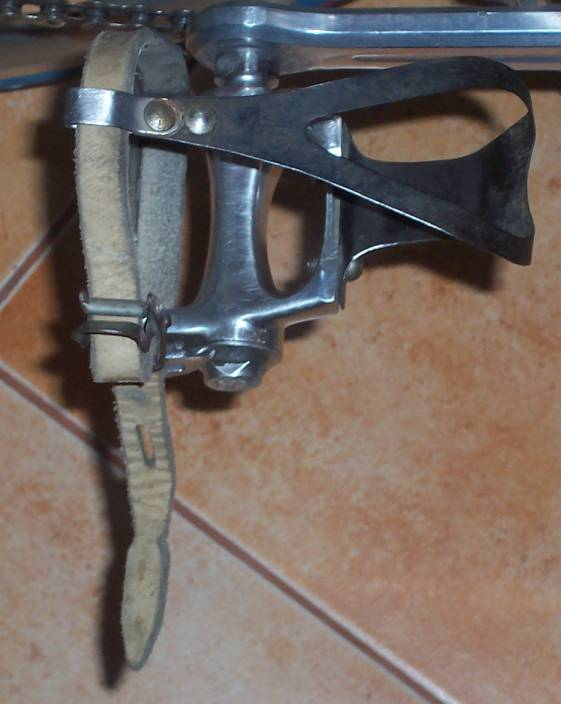
Туклипса